# Orthoporus cordovanus
Orthoporus cordovanus är en mångfotingart som beskrevs av Pocock 1909. Orthoporus cordovanus ingår i släktet Orthoporus och familjen Spirostreptidae. Inga underarter finns listade i Catalogue of Life.